# Revisão de código

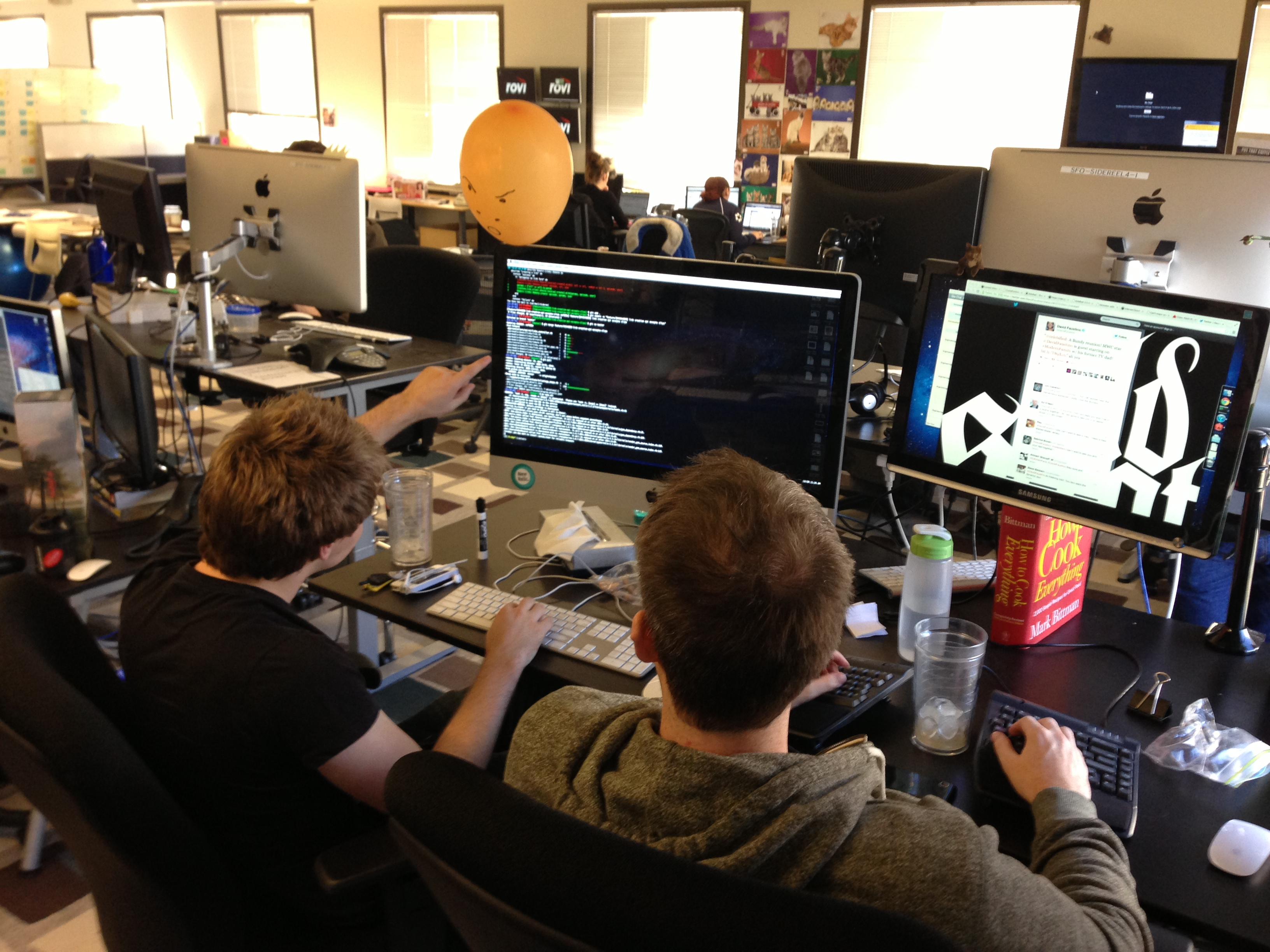
Engenheiros revisando o código em conjunto

A revisão de código (ou revisão por pares) é uma atividade relacionada à qualidade de software em que revisores avaliam o código fonte produzido por um autor, visando encontrar e corrigir falhas, problemas de qualidade, entre outros objetivos como:
- Melhorar a mantenibilidade, legibilidade, e uniformidade do código;
- Econtrar bugs, falhas de segurança, e vulnerabilidades;
- Aprendizado tanto do autor como dos revisores e aprofundamento do conhecimento da base do código;
- Aumento do senso de responsabilidade mútua;
- Encontrar soluções melhores e brainstorming;
- Encontrar problemas de conformidade.

Outras técnicas existentes para detecção dos problemas supracitados que se assemelham à revisão por pares incluem a análise estática, e pair programming, aquela se diferenciando da revisão de código por ser executada de forma automática por uma ferramenta.